# جوز هندی

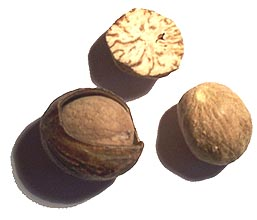

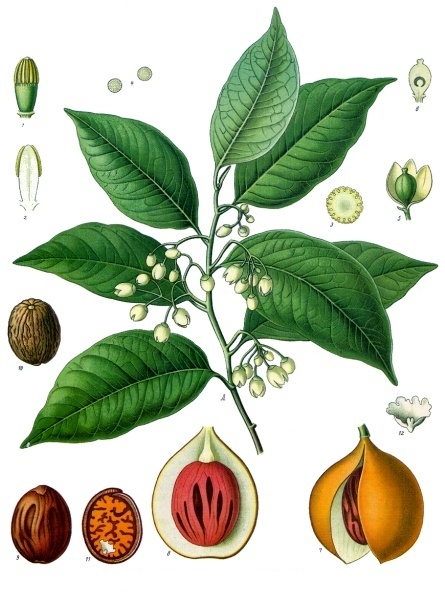

جوز هندی ادویه ای محبوب و خوش عطر است که از درخت جوز بویا به دست می آید. این ادویه در واقع از دانه سخت و عطرآگین این درخت گلدار تهیه می شود و به صورت آسیاب شده  برای ادویه مورد استفاده قرار می گیرد. درخت جوز هندی، بومی آسیا، آفریقا و جزایر اقیانوس آرام است و اغلب در مناطق گرمسیری رشد می کند. این ادویه دارای طعمی مطبوع بوده و معمولا همراه با میخک، دارچین و فلفل برای عطر و طعم بخشیدن به غذاها به کار می رود.
با اینکه از جوز هندی در طب سنتی استفاده می‌شود، اما این ماده هیچ گونه ارزش دارویی شناخته شده‌ای ندارد. اگر از پودر جوز هندی بیشتر از مقدار متداول مورد استفاده به عنوان ادویه استفاده شود، می‌تواند باعث واکنش‌های آلرژی زا یا اثرات سایکواکتیو گردد.

## کاربرد درمانی
در طب سنتی، دانه و روغن جوز هندی را برای درمان بیماری‌های مربوط به اعصاب و سیستم گوارش تجویز می‌کنند. از روغن جوز هندی مانند روغن دانه میخک برای کاهش موقتی دردهای دندان نیز می‌توان استفاده کرد؛ کافی است چوب پنبه‌ای را به مقداری روغن جوز هندی آغشته کرده و روی دندان دردناک قرار دهید.
در کشور فرانسه- علاوه بر مصرف آن به‌عنوان ادویه- مخلوط جوز هندی و عسل را برای درمان ناراحتی‌های گوارشی و تنفسی مورد استفاده قرار می‌دهند.
التهابات و دردهای مفصلی و رماتیسمی با مصرف خوراکی جوز هندی و همچنین ماساژ موضع با روغن آن تسکین می‌یابد.
جوز هندی به حفظ سلامت دستگاه ایمنی بدن کمک می‌کند. به‌رغم خواص باارزش جوز هندی، مصرف زیاد آن سبب ایجاد مشکل در بخش کنترل احساسات در مغز شده و پس از مصرف بیش از حد، احساس نشاط به همراه سستی و رخوت در انسان پدیدمی‌آورد که شبیه نوعی مسمومیت است.
جوز هندی به‌عنوان یک منبع است که می‌تواند باعث سقط جنین خود به‌خود شود؛ اما با استفاده کم در آشپزخانهٔ دوران بارداری سالم در نظر گرفته می‌شود. با این حال مهار تولید پروستاگلاندین و حاوی hallucinogens که اگر به مقدار زیاد استفاده شود، ممکن است به جنین آسیب برساند.
مصرف یک‌جای این ادویه به میزان بیش از چهار گرم، به دلیل وجود میریستیسین می‌تواند موجب ایجاد علائم روان‌گردان بشود. مصرف این مقدار از جوز هندی در کودکان مسمومیت شدید و مرگ‌آور به همراه دارد.